# Pływak szerokobrzeżek

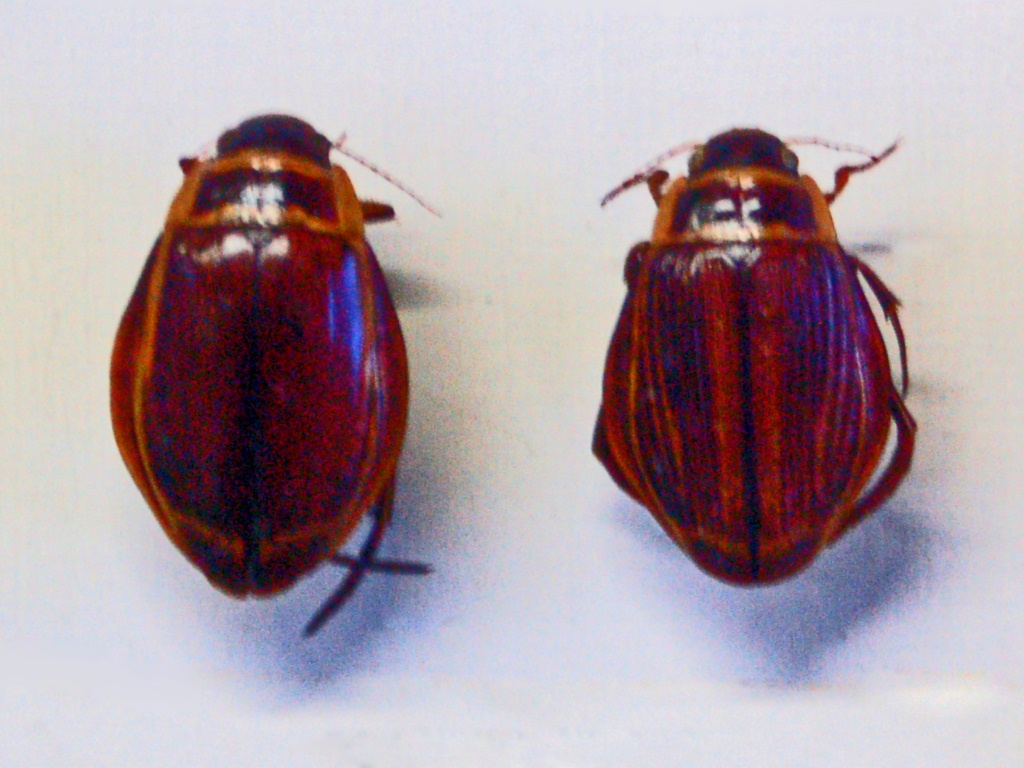
Samiec i samica z Muzeum Narodowego (Praga)

Pływak szerokobrzeżek (Dytiscus latissimus) – gatunek dużego chrząszcza wodnego z rodziny pływakowatych.

## Wygląd
Pływak szerokobrzeżek to jeden z największych europejskich chrząszczy wodnych. Osiąga 40 mm długości. Gatunek ten łatwo rozpoznać. Jego pancerz jest czarny z pomarańczowawym obrzeżeniem. Jak jego nazwa wskazuje ma szerokie pokrywy skrzydeł, co odróżnia go od pływaka żółtobrzeżka. Ma opływowy kształt ciała i długie tylne odnóża. Bardzo szybko pływa. Samca łatwo rozpoznać po gładkich pokrywach skrzydeł i przyssawkach na przednich odnóżach. Samice nie mają przyssawek ale posiadają "rowkowate" pokrywy skrzydeł.

## Występowanie i biotop
Gatunek występuje w Europie, głównie środkowej i północnej. Jest bardzo rzadki. Zamieszkuje duże i czyste zbiorniki wodne takie jak jeziora, stawy rybne, rozlewiska rzek.

## Pożywienie
Jak wszystkie pływakowate pływak szerokobrzeżek jest drapieżnikiem, poluje na owady wodne, skorupiaki, mięczaki, narybek, słabe ryby, kijanki i małe żabki.

## Rozmnażanie
Gatunek ten rozmnaża się podobnie jak inne pływaki. Po kopulacji z samcem samica składa jaja do tkanek roślin wodnych. Jaja przez mniej więcej tydzień przebywają w roślinach. Później wylęgają się małe larwy. Rosną i zmieniają wygląd. Dojrzałe larwy osiągają nawet 8 cm długości i posiadają duże żuwaczki. Ofiary rozpuszczają sokami trawiennymi. Larwy oddychają wystawiając odwłok na powierzchnię wody. Po około 4–6 miesiącach, duża larwa wychodzi na brzeg zbiornika i zakopuje się w ziemi, by następnie przepoczwarzyć się. Dorosły osobnik wyłania się z ziemi po kilku dniach.

## Ochrona i zasięg występowania w Polsce

### Zagrożenia dla gatunku
Największym zagrożeniem dla tego gatunku jest zanieczyszczanie czystych wód w których on występuje. Jest bardzo rzadki i wymierający, ściśle chroniony.

### Ochrona
Gatunek w Polsce znajduje się pod ścisłą ochroną gatunkową. Został wpisany do Polskiej Czerwonej Księgi zwierząt z kategorią VU.

### Zasięg występowania
W Polsce gatunek ten występuje na nizinach, nie spotykany w górach. Spotykany był w zachodnich Sudetach, na Mazurach, w Pomorzu, Wielkopolsce, Puszczy Białowieskiej, Mazowszu, Górnym i Dolnym Śląsku, Wzgórzach Trzebnickich i Wyżynie Krakowsko-Wieluńskiej. Może występować w całej Polsce, oprócz gór.

### Populacja
Populacja jest trudna do oznaczenia, jest to bardzo rzadki chrząszcz, bliski wymarcia.